# Dolopus simulans
Dolopus simulans là một loài ruồi trong họ Asilidae. Dolopus simulans được Daniels miêu tả năm 1987. Loài này phân bố ở miền Australasia.

## Hình ảnh

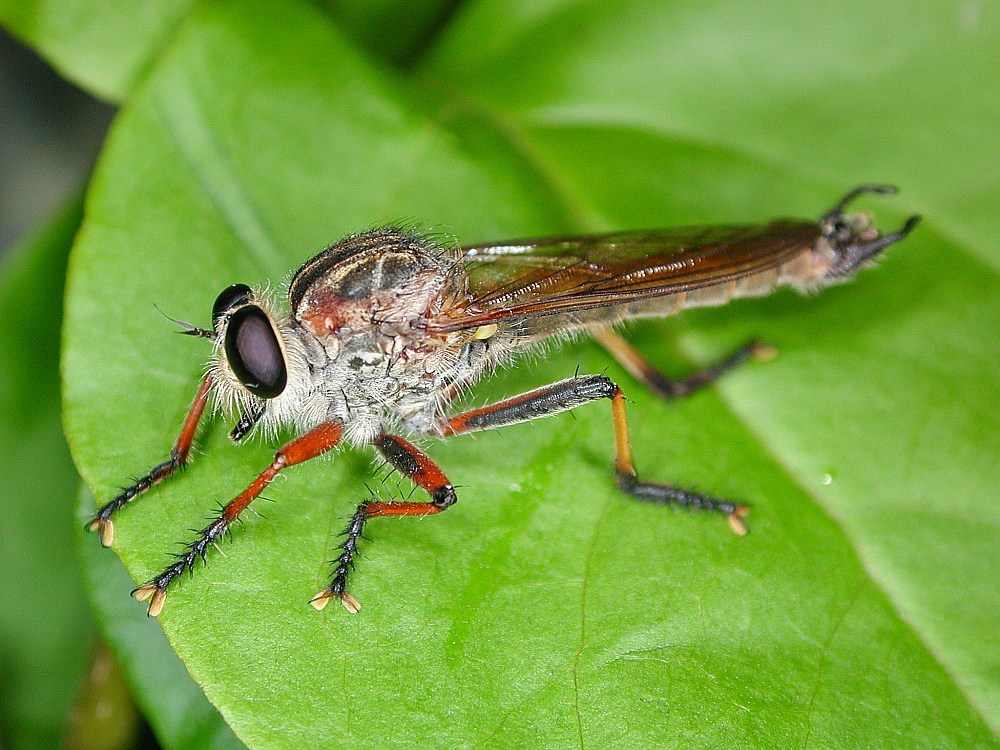